# Kuberton
Kuberton is een plaats in de gemeente Grožnjan in de Kroatische provincie Istrië. De plaats telt 22 inwoners (2001).